# جاكوب برونوفسكي
جاكوب برونوفسكي (بالإنجليزية: Jacob Bronowski)‏ ولد في بولندا في 18 يناير 1908 وتوفي في 11 أغسطس 1974، انتقل مع أسرته إلى بريطانيا حيث استقر فيها وتعلم في مدارسها ومعاهدها إلى أن تخرج من جامعة كامبردج متخصصا في الرياضيات وقد ركز اهتمامه فيما بعد على العلوم وبخاصة علم الأحياء. يعد أحد العلماء الموسوعيين القلائل فقد ألف بالإضافة إلى الرياضيات والعلوم في مجال الفنون وعلم الإنسان وله في ذلك الكثير من الكتب والدراسات والأحاديث والحلقات التلفزيونية والاذاعية، هذا فضلا عن كونه أحد علماء البيولوجيا البارزين. كان عضوا في عدة جمعيات علمية وزميلا فخريا في كلية يسوع بجامعة كامبردج.

## من مؤلفاته
- ارتقاء الإنسان، ترجم مرتين إلى اللغة العربية، الأولى بواسطة موفق شخاشيرو ضمن سلسلة عالم المعرفة التي تصدر بدولة الكويت،[5] والأخرى بواسطة أحمد مستجير ضمن مشروع مكتبة الأسرة في مصر.
- دفاع الشاعر.
- وليام بليك وعصر الثورة.
- العلم والقيم الإنسانية.
- حوار جديد حول أنظمة الكون.

توفي عام 1974.

## روابط خارجية
- جاكوب برونوفسكي على موقع IMDb (الإنجليزية)
- جاكوب برونوفسكي على موقع الموسوعة البريطانية (الإنجليزية)
- جاكوب برونوفسكي على موقع ديسكوغز (الإنجليزية)
- جاكوب برونوفسكي على موقع قاعدة بيانات الفيلم (الإنجليزية)